# Shodan
Shodan（ショーダン）は、ユーザーがさまざまなフィルターを使用してインターネットに接続されている特定の種類のコンピューター（Webカメラ、ルーター、サーバーなど）を検索できるようにする検索エンジンである。また、サーバーがクライアントに送り返すメタデータであるサービスバナーの検索エンジンとして説明している人もいる。これは、サーバーソフトウェア、サービスがサポートするオプション、ウェルカムメッセージ、またはクライアントがサーバーと対話する前に見つけることができるその他の情報である。
Shodanは、主にWebサーバー（HTTP / HTTPS  –ポート80、8080、443、8443）、およびFTP（ポート21）、SSH（ポート22）、Telnet（ポート23）、SNMP（ポート161）、IMAPでデータを収集する。（ポート143、または（暗号化）993）、SMTP（ポート25）、SIP（ポート5060）、およびリアルタイムストリーミングプロトコル（RTSP、ポート554）。後者は、Webカメラとそのビデオストリームにアクセスするために使用できる。